# Černá díra v Kalkatě
Černá díra v Kalkatě bylo vězení v pevnosti Fort William v Kalkatě o rozměrech 4,3 × 5,5 ⁠metrů, ve kterém vojáci bengálského navába (panovníka) Siraje ud-Daulaha drželi celou noc 20. června 1756 britské válečné zajatce. John Zephaniah Holwell, jeden z britských vězňů a zaměstnanec britské Východoindické společnosti uvedl, že po pádu pevnosti Fort William přeživší britští a indičtí vojáci včetně civilistů byli přes noc uvězněni v tak stísněných podmínkách, že mnoho lidí zemřelo na udušení a vyčerpání z tepla. Uvedl, že zde zemřelo 123 ze 146 válečných zajatců.

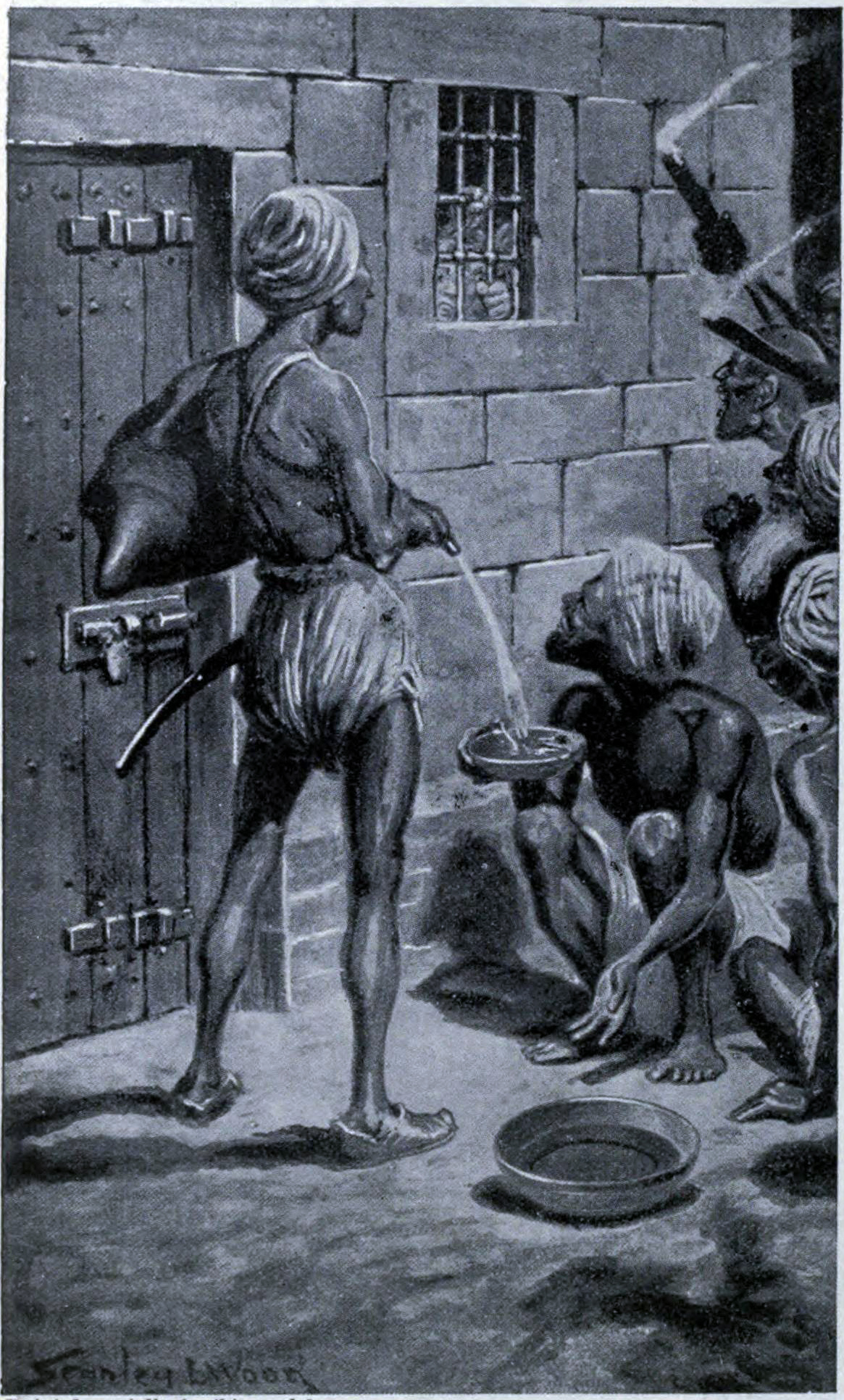
Vězení v Kalkatě, pověstné jako „Černá díra v Kalkatě“, 20. červen 1756, Bengálsko

## Boj o pevnost Fort William
Pevnost byla založena jako ochrana obchodu britské Východoindické společnosti ve městě Kalkata, hlavním městě Bengálska. V roce 1756 se schylovalo k válce mezi Francouzskou Východoindickou společností a britskou Východoindickou společností. Britové se proto rozhodli pevnost posílit. Naváb Siraj-ud-Daulah nařídil zastavit stavbu opevnění jak Francouzům, tak Britům. Francouzi vyhověli, zatímco Britové ne.
V důsledku této britské přezíravosti k jeho autoritě Siraj ud-Daulah zorganizoval svou armádu a pevnost oblehl. Ve snaze přežít útok britský velitel nařídil svým vojákům uprchnout. V pevnosti zanechal 146 mužů pod civilním velením vojenského lékaře Johna Zephaniaha Holwella, vysokého úředníka Britské východoindické společnosti, který byl povoláním vojenský lékař. Obrana pevnosti se zhroutila a přeživší byli zajati. Angličtí důstojníci a obchodníci se sídlem v Kalkatě byli shromážděni jednotkami loajálními navábovi Siraj ud-Daulahovi a byli uvězněni v žaláři známém jako „Black Hole of Calcutta (Černá díra v Kalkatě)“.
Historici nabízejí různé počty zajatých a mrtvých: Stanley Wolpert uvedl, že 64 lidí bylo uvězněno a 21 přežilo. D. L. Prior uvedl, že 43 mužů posádky pevnosti Fort William bylo buď nezvěstných, nebo mrtvých z jiných důvodů, než udušení či šok.

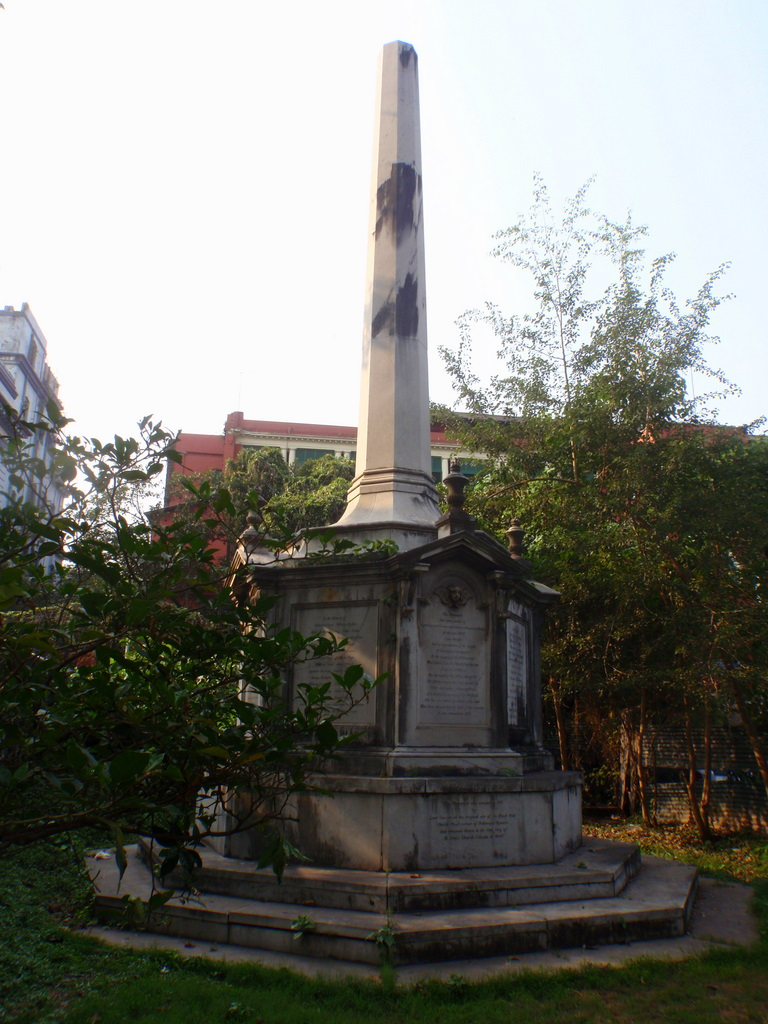
Památník Black Hole Calcutta u kostela Sv. Jana v Kalkatě

## Následky
Zajatci přeživší noc v „Černé díře“ byli osvobozeni na rozkaz navábů, kteří se ráno dozvěděli o jejich utrpení.
Když se v srpnu 1756 donesla zpráva o obsazení Kalkaty k Britům v Madrasu, byl podplukovník Robert Clive pověřen odvetou proti bengálskému navábovi. Se svými jednotkami a místními indickými spojenci se Clive v lednu 1757 zmocnil Kalkaty a pokračoval v boji až do konečné porážky a svržení bengálského navába Siraje ud-Daulaha v bitvě u Palásí.